# KBS Entertainment Awards
O KBS Entertainment Awards (hangul: KBS 연예대상; hanja: 韓國放送演藝大賞) é um evento realizado anualmente e patrocinado pela KBS. A cerimônia de premiação tem aproximadamente 140 minutos de duração e é exibida em duas partes no KBS2. O encontro se inicia com as apresentações de artistas de K-pop e de paródias musicais realizadas pelos membros do Gag Concert. Este evento é realizado no final de cada ano, exceto em 2017,  quando ele não foi feito devido à greve de diretores da KBS. 

## Categorias
- Daesang (Grande Prêmio)
- Programa Escolhido pelo Telespectador
- Prêmio de Melhor Artista
- Prêmio Especial de Mérito
- Prêmio de Conquista

### Seção de comédia
- Prêmio de Revelação Masculino
- Prêmio de Revelação Feminino
- Prêmio de Roteirista de Programa Humorístico
- Prêmio de Excelência, Comediante Feminino
- Prêmio de Excelência, Comediante Masculino
- Prêmio de Alta Excelência, Comediante Masculino
- Prêmio de Alta Excelência, Comediante Feminino
- Prêmio de Alta Excelência, Programa Humorístico

### Seção de variedades
- Prêmio de Revelação para MC Masculino
- Prêmio de Revelação para MC Feminino
- Prêmio de Roteirista de Programa de Variedades
- Melhor Trabalho em Equipe
- Prêmio de Excelência, MC Masculino de Programa de Variedades
- Prêmio de Excelência, MC Feminino de Programa de Variedades
- Prêmio de Excelência, Programa de Variedades
- Prêmio de Alta Excelência, MC Masculino de Programa de Variedades
- Prêmio de Alta Excelência, MC Feminino de Programa de Variedades

## Vencedores
Fontes: a partir de 2005    
| Ano      | Grande Prêmio (Daesang)                                         | Grande Prêmio (Daesang)                                       |
| Ano      | Vencedor(es)                                                    | Programa                                                      |
| -------- | --------------------------------------------------------------- | ------------------------------------------------------------- |
| 1º 2002  | Shin Dong-yup                                                   |                                                               |
| 2º 2003  | Park Joon-hyung                                                 |                                                               |
| 3º 2004  | Lee Hyuk-jae                                                    |                                                               |
| 4º 2005  | Yoo Jae-suk                                                     |                                                               |
| 5º 2006  | Kim Je-dong                                                     |                                                               |
| 6º 2007  | Tak Jae-hoon                                                    | Happy Sunday: Immortal Musical Classics                       |
| 7º 2008  | Kang Ho-dong                                                    | Happy Sunday: 1 Night 2 Days                                  |
| 8º 2009  | Kang Ho-dong                                                    | Happy Sunday: 1 Night 2 Days                                  |
| 9º 2010  | Lee Kyung-kyu                                                   | Happy Sunday: Qualifications of Men                           |
| 10º 2011 | Lee Soo-geun Lee Seung-gi Eun Ji-won Kim Jong-min Uhm Tae-woong | Happy Sunday: 1 Night 2 Days                                  |
| 11º 2012 | Shin Dong-yup                                                   | Hello Counselor, Immortal Songs 2                             |
| 12º 2013 | Kim Joon-ho                                                     | Gag Concert, The Human Condition, 1 Night 2 Days 3ª Temporada |
| 13º 2014 | Yoo Jae-suk                                                     | Happy Together, I Am a Man                                    |
| 14º 2015 | Lee Hwi-jae                                                     | Happy Sunday: The Return of Superman, Vitamin                 |
| 15º 2016 | Kim Jong-min                                                    | Happy Sunday: 1 Night 2 Days 3ª Temporada                     |
| 16º 2018 | Lee Young-ja                                                    | Hello Counselor                                               |
| 17º 2019 | The Return of Superman                                          | The Return of Superman                                        |
| 18º 2020 | Kim Sook                                                        | Problem Child in House, Boss in the Mirror                    |
| 19º 2021 | Moon Se-yoon                                                    | 2 Days & 1 Night, Godfather, Trot Magic Wanderer Troupe       |
| 20º 2022 | Shin Dong-yup                                                   | Immortal Songs: Singing the Legend                            |

### Programa Escolhido pelo Telespectador
O prêmio é dado ao programa com mais votos enviados pelos telespectadores via SMS.
| Ano      | Programa Escolhido pelo Telespectador         |
| -------- | --------------------------------------------- |
| 1º2002   | Happy Together 1ª Temporada                   |
| 2º 2003  | Gag Concert                                   |
| 3º 2004  | Sponge                                        |
| 4º 2005  | Sang Sang Plus                                |
| 5º 2006  | Sang Sang Plus                                |
| 6º 2007  | Happy Together 3ª Temporada                   |
| 7º 2008  | Happy Sunday                                  |
| 8º 2009  | Happy Sunday                                  |
| 9º 2010  | Happy Sunday                                  |
| 10º 2011 | Gag Concert                                   |
| 11º 2012 | Gag Concert                                   |
| 12º 2013 | Gag Concert                                   |
| 13º 2014 | Happy Sunday: The Return of Superman          |
| 14º 2015 | Happy Sunday: 2 Days & 1 Night                |
| 15º 2016 | Happy Sunday: 2 Days & 1 Night 3ª Temporada   |
| 16º 2018 | Happy Sunday: 2 Days & 1 Night - 3ª Temporada |
| 17º 2019 | The Return of Superman                        |
| 18º 2020 | 2 Days & 1 Night 4ª Temporada                 |
| 19º 2021 | 2 Days & 1 Night 4ª Temporada                 |
| 20º 2022 | Immortal Songs: Singing the Legend            |

### Prêmio de Alta Excelência
O Prêmio de Alta Excelência é concedido a um artista por sua determinada participação em algum programa de variedades e/ou comédia. Nos últimos anos, são selecionados um homem e uma mulher para as categorias MC e Comediante.

#### 2002 – 2019
| Ano      | Variedades      | Variedades                                      | Comédia         | Comédia                                          |
| Ano      | Vencedor(a)     | Programa                                        | Vencedor(a)     | Programa                                         |
| -------- | --------------- | ----------------------------------------------- | --------------- | ------------------------------------------------ |
| 1º 2002  | Lee Kyung-kyu   | Hey! One Night                                  | Kang Sung-beom  | Gag Concert: Rambling Man                        |
| 1º 2002  | Lee Kyung-kyu   | Hey! One Night                                  | Park Joon-hyung | Gag Concert: Beaver Brothers                     |
| 1º 2002  | Lee Kyung-kyu   | Hey! One Night                                  | Park Joon-hyung | Gag Concert: Young Rats                          |
| 2º 2003  | Yoo Jae-suk     | Super Sunday TV is Fun                          | Jung Yong-cheol | Gag Concert: Bongsunga School                    |
| 2º 2003  | Yoo Jae-suk     | Happy Together Season 1                         | Jung Yong-cheol | Gag Concert: Survival Dialect                    |
| 3º 2004  | Lee Hwi-jae     | Sponge                                          | Park Seong-ho   | Gag Concert: Bongsunga School                    |
| 4º 2005  | Tak Jae-hoon    | Sang Sang Plus                                  | Kim Joon-ho     | Gag Concert: Family's Love                       |
| 4º 2005  | Tak Jae-hoon    | Happy Together Friends                          | Kim Joon-ho     | Gag Concert: Family's Love                       |
| 5º 2006  | Lee Hwi-jae     | Sang Sang Plus                                  | Jeong Jong-chul | Gag Concert: Mappagi                             |
| 5º 2006  | Lee Hwi-jae     | Sponge                                          | Jeong Jong-chul | Gag Concert: Mappagi                             |
| 6º 2007  | Nam Hee-seok    | Global Talk Show                                | Kim Dae-hee     | Gag Concert: We Need Communication               |
| 6º 2007  | Hyun Young      | Happy Sunday: Heroine 6                         | Kim Dae-hee     | Gag Concert: We Need Communication               |
| 7º 2008  | Jung Eun-ah     | Vitamin                                         | Kim Byung-man   | Gag Concert: Master Show                         |
| 8º 2009  | Park Mi-sun     | Comedy Star                                     | Park Seong-ho   | Gag Concert: Affectionate Man's Rights Committee |
| 8º 2009  | Park Mi-sun     | Happy Together Season 3                         | Park Seong-ho   | Gag Concert: Affectionate Man's Rights Committee |
| 9º 2010  | Hwang Soo-kyung | Open Concert                                    | Park Ji-sun     | Gag Concert: Solo Heaven Couple Hell             |
| 9º 2010  | Hwang Soo-kyung | Open Concert                                    | Park Ji-sun     | Gag Concert: Buahjok                             |
| 9º 2010  | Lee Seung-gi    | Happy Sunday: 1 Night 2 Days                    | Kim Byung-man   | Gag Concert: Master Show                         |
| 10º 2011 | Lee Young-ja    |                                                 | Jeong Kyung-mi  |                                                  |
| 10º 2011 | Lee Soo-geun    |                                                 | Kim Joon-ho     |                                                  |
| 11º 2012 | Lee Young-ja    | Hello Counselor                                 | Shin Bo-ra      | Gag Concert: Discoveries in Life, Brave Guys     |
| 11º 2012 | Lee Young-ja    | Invincible Youth Season 2                       | Shin Bo-ra      | Gag Concert: Discoveries in Life, Brave Guys     |
| 11º 2012 | Kim Seung-woo   | Win Win                                         | Kim Jun-hyun    | Gag Concert: Discoveries in Life, Four Men       |
| 11º 2012 | Kim Seung-woo   | Happy Sunday: 1 Night 2 Days – Season 2         | Kim Jun-hyun    | Gag Concert: Discoveries in Life, Four Men       |
| 12º 2013 | Park Mi-sun     | Mamma Mia, Happy Together Season 3              | Kim Ji-min      | Gag Concert: BBOOM Entertainment                 |
| 12º 2013 | Cha Tae-hyun    | Happy Sunday: 2 Days & 1 Night – Season 2 and 3 | Kim Jun-hyun    | Gag Concert: Just Relax, Goosebumps              |
| 13º 2014 | Kim Ji-min      | Crisis Escape No. 1, Human Condition            | Kim Young-hee   | Gag Concert                                      |
| 13º 2014 | Choo Sung-hoon  | Happy Sunday: The Return of Superman            | Kim Dae-hee     | Gag Concert                                      |
| 14º 2015 | Park Myeong-su  | Happy Together Season 3 A Look At Myself        | Kim Min-kyung   | Gag Concert                                      |
| 14º 2015 | Kim Jong-min    | Happy Sunday: 2 Days & 1 Night – Season 3       | Yoo Min-sang    | Gag Concert                                      |
| 15º 2016 | Kim Sook        | Sister's Slam Dunk, Battle Trip                 | Lee Su-ji       | Gag Concert                                      |
| 15º 2016 | Ra Mi-ran       | Sister's Slam Dunk                              | Lee Su-ji       | Gag Concert                                      |
| 15º 2016 | Jung Jae-hyung  | Immortal Songs: Singing the Legend              | Yoo Min-sang    | Gag Concert                                      |
| 15º 2016 | Lee Dong-gook   | Happy Sunday: The Return of Superman            | Yoo Min-sang    | Gag Concert                                      |
| 16º 2018 | Defconn         | Happy Sunday: 2 Days & 1 Night – Season 3       | Shin Bong-sun   | Gag Concert                                      |
| 16º 2018 | Sam Hammington  | Happy Sunday: The Return of Superman'           | Shin Bong-sun   | Gag Concert                                      |
| 16º 2018 | Kim Sook        | Battle Trip                                     | Kwon Jae-kwan   | Gag Concert                                      |
| 16º 2018 | Moon Hee-joon   | Immortal Songs: Singing the Legend              | Kwon Jae-kwan   | Gag Concert                                      |
| 17º 2019 | Kim Seung-hyun  | Mr. House Husband 2                             | Park Joon-hyung | Gag Concert: Everyday Dialect, Bababa Brothers   |

#### 2020–presente
| Ano      | Variedades      | Variedades                                              | Comédia                      | Comédia                                                        |
| Ano      | Vencedor(a)     | Programa                                                | Vencedor(a)                  | Programa                                                       |
| -------- | --------------- | ------------------------------------------------------- | ---------------------------- | -------------------------------------------------------------- |
| 18º 2020 | Moon Se-yoon    | 2 Days & 1 Night 4ª Temp.                               |                              |                                                                |
| 18º 2020 | Moon Se-yoon    | 2 Days & 1 Night 4ª Temp.                               | Poppin' Hyun Joon Park Ye-ri | Mr. House Husband 2ª Temp., Immortal Songs: Singing the Legend |
| 18º 2020 | Moon Se-yoon    | 2 Days & 1 Night 4ª Temp.                               | Hyun Joo-yup                 | Boss in the Mirror                                             |
| 19º 2021 | Jang Yoon-jeong | I Like to Sing, LAN Marketplace, The Return of Superman | Hur Jae                      | Godfather, Boss in the Mirror                                  |

### Prêmio de Excelência
O Prêmio de Excelência é concedido a um artista por sua determinada participação em algum programa de variedades e/ou comédia. Nos últimos anos, são selecionados um homem e uma mulher para as categorias MC e Comediante.

#### 2002 – 2019
| Ano      | Variedades                 | Variedades                                | Comédia                     | Comédia                                                               |
| Ano      | Vencedor(a)                | Programa                                  | Vencedor(a)                 | Programa                                                              |
| -------- | -------------------------- | ----------------------------------------- | --------------------------- | --------------------------------------------------------------------- |
| 2º 2003  | Yoon Do-hyun               | Yoon Do Hyun's Love Letter                | Im Hyeok-pil                | Gag Concert: Bongsunga School                                         |
| 3º 2004  | Ji Suk-jin                 | Happy Sunday                              | Jeong Hyeong-don            | Gag Concert: Beautiful Flowers                                        |
| 4º 2005  | Kim Je-dong                | Happy Sunday: I'm Going To See            | Jang Dong-min Kim Hyun-sook | Gag Concert: Bongsunga School                                         |
| 5º 2006  | Hyun Young Jung Sun-hee    | Happy Sunday: Heroine 6                   | Kang Yumi                   | Gag Concert: Love Counselor                                           |
| 5º 2006  | Hyun Young Jung Sun-hee    | Happy Sunday: Heroine 6                   | Kim Dae-beom                | Gag Concert: Mappagi                                                  |
| 6º 2007  | Park Ji-yoon               | Star Golden Bell                          | Byun Ki-soo                 | Gag Concert: Fussy Mr. Byeon                                          |
| 6º 2007  | Ji Suk-jin                 | Star Golden Bell                          | Shin Bong-sun               | Gag Concert: We Need Communication                                    |
| 6º 2007  | Ji Suk-jin                 | Happy Sunday: High Five                   | Shin Bong-sun               | Gag Concert: We Need Communication                                    |
| 7º 2008  | Shin Bong-sun              | Champagne                                 | Park Ji-sun                 | Gag Concert: Bongsunga School                                         |
| 7º 2008  | Shin Bong-sun              | Happy Together 3ª Temp.                   | Hwang Hyun-hee              | Gag Concert: Hwang Hyun-hee's Consumer Reports                        |
| 8º 2009  | Shin Bong-sun              | Champagne                                 | Kang Yumi                   | Gag Concert: Teacher Kang's Dressing Room                             |
| 8º 2009  | Shin Bong-sun              | Happy Together 3ª Temp.                   | Ahn Young-mi                | Gag Concert: Teacher Kang's Dressing Room                             |
| 8º 2009  | Lee Soo-geun               | Sang Sang Plus                            | Yoon Hyung-bin              | Gag Concert: Bongsunga School                                         |
| 8º 2009  | Lee Soo-geun               | Happy Sunday: 1 Night 2 Days              | Yoon Hyung-bin              | Gag Concert: Bongsunga School                                         |
| 9º 2010  | Goo Ha-ra                  | Invincible Youth                          | Heo Anna                    | Gag Concert: Superstar KBS                                            |
| 9º 2010  | Lee Soo-geun               | Happy Sunday: 1 Night 2 Days              | Park Young-jin              | Gag Concert: Double Debate                                            |
| 10º 2011 | Kim Kyung-ran              |                                           | Shin Bo-ra                  |                                                                       |
| 10º 2011 | Kim Seung-woo              | Win Win                                   | Kim Won-hyo                 |                                                                       |
| 10º 2011 | Kim Seung-woo              | Win Win                                   | Choi Hyo-jong               |                                                                       |
| 11º 2012 | Hwang Shin-hye             | Family                                    | Kim Ji-min                  | Gag Concert: The Uncomfortable Truth, Dignity of a Beggar             |
| 11º 2012 | Jung Chan-woo Kim Tae-kyun | Hello Counselor                           | Heo Kyung-hwan              | Gag Concert: Dignity of a Beggar, Four Men                            |
| 11º 2012 | Jung Chan-woo Kim Tae-kyun | Hello Counselor                           | Jung Tae-ho                 | Gag Concert: Brave Guys, Madam Jeong                                  |
| 12º 2013 | Park Eun-young             | Entertainment Weekly, Mamma Mia, Vitamin  | Kim Min-kyung               | Gag Concert: Lobbyist, BBOOM Entertainment, Angels                    |
| 12º 2013 | Jung Chan-woo Kim Tae-kyun | Hello Counselor                           | Yoo Min-sang                | Gag Concert: Forever Alone, Legends of Legends, ....., You Are So Bad |
| 13º 2014 | Kim Shin-young             | Happy Together, Human Condition           | Heo An-na                   | Gag Concert                                                           |
| 13º 2014 | Defconn                    | Happy Sunday: 2 Days & 1 Night – 3ª Temp. | Jo Yoon-ho                  | Gag Concert                                                           |
| 14º 2015 | Kim Soo-mi                 | A Look At Myself                          | Lee Su-ji                   | Gag Concert                                                           |
| 14º 2015 | Song Il-gook               | Happy Sunday: The Return of Superman      | Lee Sang-hoon               | Gag Concert                                                           |
| 15º 2016 | Jun Hyun-moo               | Happy Together 3ª Temp.                   | Lee Hyun-jung               | Gag Concert                                                           |
| 15º 2016 | Ki Tae-young Lee Beom-soo  | Happy Sunday: The Return of Superman      | Song Yong-gil               | Gag Concert                                                           |
| 16º 2018 | Ko Ji-yong                 | Happy Sunday: The Return of Superman      | Park So-ra                  | Gag Concert                                                           |
| 16º 2018 | Kim Seung-hyun             | Mr. House Husband 2 ª Temp.               | Park So-ra                  | Gag Concert                                                           |
| 16º 2018 | Sung Si-kyung              | Battle Trip                               | Song Joon-geun              | Gag Concert                                                           |
| 16º 2018 | Jo Se-ho                   | Happy Together                            | Song Joon-geun              | Gag Concert                                                           |
| 17º 2019 | Do Kyung-wan               | The Return of Superman, I Like Songs      | Seo Tae-hoon                | Gag Concert: Trot Drama, Hidden Voice                                 |
| 17º 2019 | Kim Tae-woo                | Immortal Songs: Singing the Legend        | Seo Tae-hoon                | Gag Concert: Trot Drama, Hidden Voice                                 |

#### 2020 – presente
| Ano      | Variedades     | Variedades                | Comédia     | Comédia                           |
| Ano      | Vencedor(a)    | Programa                  | Vencedor(a) | Programa                          |
| -------- | -------------- | ------------------------- | ----------- | --------------------------------- |
| 18º 2020 | DinDin         | 2 Days & 1 Night 4ª Temp. | Lee Yoo-ri  | Stars' Top Recipe at Fun-Staurant |
| 19º 2021 | Yeon Jung-hoon | 2 Days & 1 Night 4ª Temp. | Jang Minho  | Godfather                         |
| 19º 2021 | Lee Seung-yoon | Gag Fighter               | Oh Yoon-ah  | Stars' Top Recipe at Fun-Staurant |

### Prêmios de Revelação
Nos últimos anos, estão sendo escolhidos nas categorias MC e Comediante dois artistas novatos e de gêneros diferentes.

#### 2002 – 2019
| Ano      | Variedades     | Variedades                                    | Comédia             | Comédia                                                   |
| Ano      | Vencedor(a)    | Programa                                      | Vencedor(a)         | Programa                                                  |
| -------- | -------------- | --------------------------------------------- | ------------------- | --------------------------------------------------------- |
| 1º 2002  | Lee Hyori      |                                               | Lee Jung-soo        |                                                           |
| 1º 2002  | Jang Na-ra     |                                               | Lee Jung-soo        |                                                           |
| 2º 2003  | Kang Soo-jung  | Happy Sunday: Heroine 5                       | Jeong Hyeong-don    |                                                           |
| 2º 2003  | Kang Soo-jung  | Happy Sunday: Heroine 5                       | Seo Nam-yong        |                                                           |
| 2º 2003  | Kim Je-dong    |                                               | Kwon Jin-young      |                                                           |
| 2º 2003  | Kim Je-dong    | Kim Da-rae                                    |                     |                                                           |
| 3º 2004  | Kim Kyung-ran  |                                               | Kang Yumi           |                                                           |
| 3º 2004  | Kim Hyun-wook  |                                               | Ahn Sang-tae        |                                                           |
| 3º 2004  | Kim Hyun-wook  | Jung Chul-gyu                                 |                     |                                                           |
| 4º 2005  | Noh Hyun-jung  |                                               | Yoo Se-yoon         |                                                           |
| 4º 2005  | Noh Hyun-jung  | Park Hwi-soon                                 |                     |                                                           |
| 4º 2005  | Noh Hyun-jung  | Ahn Young-mi                                  |                     |                                                           |
| 4º 2005  | Noh Hyun-jung  | Shin Bong-sun                                 |                     |                                                           |
| 5º 2006  | Park Ji-yoon   |                                               | Ahn Il-kwon         |                                                           |
| 5º 2006  | Park Ji-yoon   | Kim Ji-min                                    | Gag Concert: Lovers |                                                           |
| 6º 2007  | Han Seok-joon  |                                               | Kim Won-hyo         |                                                           |
| 6º 2007  | Choi Song-hyun | Sang Sang Plus                                | Park Ji-sun         |                                                           |
| 7º 2008  | Lee Ji-ae      |                                               | Kim Kyung-ah        |                                                           |
| 7º 2008  | Lee Soo-geun   |                                               | Park Sung-gwang     |                                                           |
| 8º 2009  | Kim Shin-young |                                               | Oh Nami             | Gag Concert: Poisonous Things                             |
| 8º 2009  | Jun Hyun-moo   |                                               | Heo Kyung-hwan      | Gag Concert: Bongsungah School                            |
| 9º 2010  | Lee Si-young   | Entertainment Weekly                          | Kim Young-hee       |                                                           |
| 9º 2010  | Kim Seung-woo  | Win Win                                       | Choi Hyo-jong       |                                                           |
| 10º 2011 | Park Eun-young |                                               | Lee Hee-kyung       |                                                           |
| 10º 2011 | Yang Joon-hyuk | Happy Sunday: Qualifications of Men           | Jung Tae-ho         |                                                           |
| 11º 2012 | Bae Suzy       | Invincible Youth Season 2                     | Park So-young       | Gag Concert: School of Mental Breakdown                   |
| 11º 2012 | Joo Won        | Happy Sunday: 1 Night 2 Days – 2ª Temporada   | Kim Kiri            | Gag Concert: Discoveries in Life, The Uncomfortable Truth |
| 11º 2012 | Joo Sang-wook  | Happy Sunday: Qualifications of Men           | Kim Kiri            | Gag Concert: Discoveries in Life, The Uncomfortable Truth |
| 12º 2013 | Bora           | Music Bank                                    | An Somi             | Gag Concert: The Three Friends, Dance Chatter             |
| 12º 2013 | John Park      | Cool Kiz on the Block                         | Lee Mun-jae         | Gag Concert: Badump Badump, You Are So Bad                |
| 13º 2014 | Cha Yu-ram     | Cool Kiz on the Block                         | Lee Soo-ji          | Gag Concert                                               |
| 13º 2014 | Kim Joo-hyuk   | Happy Sunday: 2 Days & 1 Night – 3ª Temporada | Song Pil-geun       | Gag Concert                                               |
| 14º 2015 | Seol-hyun      | Brave Family                                  | Lee Hyun-jung       | Gag Concert                                               |
| 14º 2015 | Park Bo-gum    | Music Bank                                    | Lee Sae-jin         | Gag Concert                                               |
| 14º 2015 | Lee Jae-yoon   | Cool Kiz on the Block                         | Lee Sae-jin         | Gag Concert                                               |
| 15º 2016 | Min Hyo-rin    | Sister's Slam Dunk                            | Kim Seung-hye       | Gag Concert                                               |
| 15º 2016 | Uhm Hyun-kyung | Happy Together 3ª Temporada                   | Kim Seung-hye       | Gag Concert                                               |
| 15º 2016 | Yoon Shi-yoon  | Happy Sunday: 2 Days & 1 Night – 3ª Temporada | Hong Hyun-ho        | Gag Concert                                               |
| 15º 2016 | Choi Tae-joon  | Hello Counselor                               | Hong Hyun-ho        | Gag Concert                                               |
| 16º 2018 | Honey Lee      | The Secret and Great Private Lives of Animals | Kim Ni-na           | Gag Concert                                               |
| 16º 2018 | Eric Nam       | Samcheong-dong's Foreign Grandmother          | Kim Ni-na           | Gag Concert                                               |
| 16º 2018 | Kei (Lovelyz)  | Music Bank                                    | Lee Seung-hwan      | Gag Concert                                               |
| 16º 2018 | Choi Won-myung | Music Bank                                    | Lee Seung-hwan      | Gag Concert                                               |
| 17º 2019 | Jung Il-woo    |                                               | Bae-jeong-geun      | Gag Concert                                               |
| 17º 2019 | Sim Yeong-soon |                                               | Bae-jeong-geun      | Gag Concert                                               |

#### 2020 – presente
| Ano      | Variedades  | Variedades                | Comédia        | Comédia                           |
| Ano      | Vencedor(a) | Programa                  | Vencedor(a)    | Programa                          |
| -------- | ----------- | ------------------------- | -------------- | --------------------------------- |
| 18º 2020 | Kim Seon-ho | 2 Days & 1 Night 4ª Temp. | Kim Il-woo     | Mr. House Husband 2ª Temp.        |
| 18º 2020 | Kim Seon-ho | 2 Days & 1 Night 4ª Temp. | Kim Jae-won    | Stars' Top Recipe at Fun-Staurant |
| 19º 2021 | Ravi        | 2 Days & 1 Night 4ª Temp. | Hong Sung-heon | Mr. House Husband 2ª Temp.        |

### Prêmio de Melhor Artista
De 2002 a 2007, o prêmio foi chamado de "Prêmio de Melhor Artista" (hangul: 베스트 엔터테이너상). Em 2008, foi renomeado para "Prêmio de Maior Popularidade" (hangul: 최고 인기상). De 2009 a 2019, o prêmio foi chamado de "Top Prêmio de Artista" (hangul: 최고 엔터테이너상). A partir de 2020, o prêmio passou a se chamar novamente de "Prêmio de Melhor Artista" (hangul: 베스트 엔터테이너상).

#### 2002 – 2019
| Ano      | Variedades                                          | Variedades                                    |
| Ano      | Vencedor(a)                                         | Programa                                      |
| -------- | --------------------------------------------------- | --------------------------------------------- |
| 1ª 2002  | Kang Byung-kyu                                      | Saturday Freedom                              |
| 1ª 2002  | Lee Hyuk-jae                                        | Saturday Freedom                              |
| 2ª 2003  | –                                                   | –                                             |
| 3ª 2004  | Jung Sun-hee                                        | Happy Sunday: Heroine 6                       |
| 4ª 2005  | Noh Joo-hyun                                        | Vitamin                                       |
| 4ª 2005  | Kim Jong-kook                                       | Happy Sunday: Shooting Kid                    |
| 5ª 2006  | Kim Jong-min                                        | Happy Sunday: Heroine 6                       |
| 6ª 2007  | Kim Gu-ra                                           | Star Golden Bell                              |
| 6ª 2007  | Lee Soo-geun                                        | Happy Sunday: 1 Night 2 Days                  |
| 6ª 2007  | Kim Sung-eun                                        | Happy Sunday: Immortal Musical Classics       |
| 7ª 2008  | Lee Seung-gi                                        | Happy Sunday: 1 Night 2 Days                  |
| 8ª 2009  | Kim Sung-min                                        | Qualifications of Men                         |
| 8ª 2009  | Kim Tae-won                                         | Qualifications of Men                         |
| 8ª 2009  | Lee Ha-neul                                         | Invincible Baseball Team                      |
| 9ª 2010  | Eun Ji-won                                          | Happy Sunday: 1 Night 2 Days                  |
| 9ª 2010  | Eun Ji-won                                          | Crisis Escape No. 1                           |
| 9ª 2010  | Park Myeong-su                                      | Happy Together 3ª Temporada                   |
| 9ª 2010  | Park Myeong-su                                      | 100 Out of 100                                |
| 10ª 2011 | Uhm Tae-woong                                       | Happy Sunday: 1 Night 2 Days                  |
| 10ª 2011 | Jun Hyun-moo                                        | Happy Sunday: Qualifications of Men           |
| 11ª 2012 | Shin Hyun-joon (Categoria de infoentretenimento)    | Entertainment Weekly                          |
| 11ª 2012 | You Hee-yeol (Categoria de programa musical)        | You Hee-yeol's Sketchbook                     |
| 11ª 2012 | Cha Tae-hyun (Categoria programa de variedades)     | Happy Sunday: 1 Night 2 Days – 2ª Temporada   |
| 12ª 2013 | Max Changmin (Categoria programa de variedades)     | Cool Kiz on the Block                         |
| 12ª 2013 | Choo Sung-hoon (Categoria programa de variedades)   | The Return of Superman                        |
| 12ª 2013 | Kim Jong-kook (Categoria de infoentretenimento)     | Crisis Escape No. 1                           |
| 12ª 2013 | Moon Hee-joon (Categoria de infoentretenimento)     | Immortal Songs 2                              |
| 13ª 2014 | Jeong Hyeong-don (Categoria programa de variedades) | Cool Kiz on the Block                         |
| 13ª 2014 | Jung Joon-young (Categoria programa de variedades)  | Happy Sunday: 2 Days & 1 Night – 3ª Temporada |
| 13ª 2014 | Jo Woo-jong (Categoria programa de variedades)      |                                               |
| 14ª 2015 | Hong Kyung-min (Categoria programa de variedades)   | Immortal Songs 2                              |
| 14ª 2015 | Shin Hyun-joon (Categoria de infoentretenimento)    | Entertainment Weekly                          |
| 14ª 2015 | Lee Dong-gook (Categoria de entretenimento)         | Happy Sunday: The Return of Superman          |
| 14ª 2015 | Kim Joo-hyuk (Categoria de entretenimento)          | Happy Sunday: 2 Days & 1 Night – 3ª Temporada |
| 15ª 2016 | Namkoong Min (Categoria programa de variedades)     | Singing Battle                                |
| 16ª 2018 | Yoon Shi-yoon                                       | Happy Sunday: 2 Days & 1 Night – 3ª Temporada |
| 16ª 2018 | Choi Yang-rak                                       | Mr. House Husband 2ª Temporada                |
| 16ª 2018 | Paeng Hyun-sook                                     | Mr. House Husband 2ª Temporada                |
| 16ª 2018 | Kim Tae-jin                                         | Entertainment Weekly                          |

#### 2020 – presente
| Ano      | Show/Variedades | Show/Variedades                                   | Reality        | Reality                           |
| Ano      | Vencedor(es)    | Programa                                          | Vencedor(es)   | Programa                          |
| -------- | --------------- | ------------------------------------------------- | -------------- | --------------------------------- |
| 18º 2020 | Hong Kyung-min  | Trot National Festival e The Return of Superman   | Yang Chi-seung | Boss in the Mirror                |
| 18º 2020 | Yeon Jung-hoon  | 2 Days & 1 Night T4                               | Oh Yoon-ah     | Stars' Top Recipe at Fun-Staurant |
| 18º 2020 | Seunghee        | Not Soccer or Baseball                            | Ryu Soo-young  | Stars' Top Recipe at Fun-Staurant |
| 19º 2021 | Solar           | Boss in the Mirror, The Song We Loved, New Singer | Kim Byung-hyun | Boss in the Mirror                |
| 19º 2021 | Jang Do-yeon    | Dogs Are Incredible                               | Sayuri Fujita  | The Return of Superman            |
| 19º 2021 | Hong Hyun-hee   | LAN Marketplace                                   | Sayuri Fujita  | The Return of Superman            |

### Prêmio de Alta Excelência
Por onze anos o Gag Concert ganhou o prêmio Prêmio de Alta Excelência.
| Ano      | Programa                    | Canto                                |
| -------- | --------------------------- | ------------------------------------ |
| 1º 2002  | Gag Concert                 | Survival Dialect                     |
| 2º 2003  | Gag Concert                 | Doremi Trio                          |
| 2º 2003  | Happy Together              | Karaoke Tree                         |
| 2º 2003  | Campaign for a Nice Country | Choi Jae-Won's Pursuit of Conscience |
| 3º 2004  | Gag Concert                 | Flash Shopping                       |
| 3º 2004  | Sponge                      | Sponge Response                      |
| 3º 2004  | Morning Forum               | The Person I Miss                    |
| 4º 2005  | Gag Concert                 | Family's Love                        |
| 4º 2005  | Sang Sang Plus              | Old and New Three Empathy            |
| 5 ª 2006 | Gag Concert                 | Mappagi                              |
| 5 ª 2006 | Happy Sunday                | Shooting Kid                         |
| 6º 2007  | Gag Concert                 | We Need Communication                |
| 6º 2007  | Happy Sunday                | 2 Days & 1 Night                     |
| 7º 2008  | Gag Concert                 | The Master Show                      |
| 8º 2009  | Gag Concert                 | Teacher Kang's Dressing Room         |
| 9º 2010  | Gag Concert                 | Double Debate                        |
| 10º 2011 | Gag Concert                 | Solutions to Iffy Issues             |
| 11º 2012 | Gag Concert                 | Brave Guys                           |
| 12º 2013 | Gag Concert                 | The Yellow Sea                       |
| 13º 2014 | Gag Concert                 | Late Love                            |
| 14º 2015 | Gag Concert                 | Min Sang Debate                      |
| 15º 2016 | Gag Concert                 | The Most Sensitive People            |
| 16º 2018 | Gag Concert                 | Refreshing Statements                |
| 17º 2019 | Gag Concert                 | Weekly Park Sung-kwang               |

### Prêmio de Excelência
| Ano      | Programa     | Quadro                      |
| -------- | ------------ | --------------------------- |
| 4º 2005  | Fun Club     | X-Files: Dry Human Research |
| 4º 2005  | Happy Sunday | I'm Going To See            |
| 5 ª 2006 | Gag Concert  | High Pitch Impossible       |
| 5 ª 2006 | Vitamin      | Great Folks                 |
| 6º 2007  | Gag Concert  | Fussy Mr. Byun              |
| 6º 2007  | Happy Sunday | Immortal Musical Classics   |

### Prêmio de Roteirista

#### 2002 – 2019
| Ano      | Variedades     | Variedades                                                | Comédia         | Comédia                         |
| Ano      | Vencedor(es)   | Programa                                                  | Vencedor(es)    | Programa                        |
| -------- | -------------- | --------------------------------------------------------- | --------------- | ------------------------------- |
| 6º 2007  | Im Gi-hong     | Entertainment Weekly                                      | Lee Nam-kyu     | Gag Concert                     |
| 7º 2008  | Lee Woo-jung   | Happy Sunday: 1 Night 2 Days                              | Kang Yoon-mi    | Gag Concert                     |
| 8º 2009  | Jeong Han-wook | National Singing Contest                                  | Baek Seong-woon | Gag Concert                     |
| 9º 2010  | Lee Don-kyung  | Love Request                                              | Lee Sang-deok   | Gag Concert                     |
| 10º 2011 | Mo Eun-seol    | Win Win                                                   | Choi Dae-woong  | Gag Star 2                      |
| 10º 2011 | Joo Ji-peum    | Happy Together T3                                         | Choi Dae-woong  | Gag Star 2                      |
| 11º 2012 | Choi Jae-hyung | Happy Sunday: 1 Night 2 Days - T2                         | Jo Ye-hyun      | Gag Concert: Uncomfortable True |
| 12º 2013 | Lee Hyun-sook  | Entertainment Weekly                                      | Lee Sang-deok   | Gag Concert                     |
| 14º 2015 | Lee Sang-joon  | I Am Korea, Open Concert                                  | Choi Sang-hee   | Gag Concert                     |
| 15º 2016 | Ji Hyun Sook   | Sister's Slam Dunk                                        | Yoon Ki Young   | Gag Concert                     |
| 15º 2016 | Jung Sun Young | Happy Sunday: 1 Night 2 Days - T3                         | Yoon Ki Young   | Gag Concert                     |
| 16º 2018 | Shim Eun-ha    | Mr. House Husband T2                                      | Jang Jong-won   | Gag Concert                     |
| 16º 2018 | Moon Eun-ae    | Hello Counselor                                           | Jang Jong-won   | Gag Concert                     |
| 16º 2018 | Park Jae-eun   | Hello Counselor                                           | Jang Jong-won   | Gag Concert                     |
| 16º 2018 | Lee Do-ri      | Hello Counselor                                           | Jang Jong-won   | Gag Concert                     |
| 16º 2018 | Park Da-hye    | Hello Counselor                                           | Jang Jong-won   | Gag Concert                     |
| 16º 2018 | Lee Eun-joo    | Hello Counselor                                           | Jang Jong-won   | Gag Concert                     |
| 16º 2018 | Jang Hye-young | Hello Counselor                                           | Jang Jong-won   | Gag Concert                     |
| 16º 2018 | Kim Ji-yoon    | Hello Counselor                                           | Jang Jong-won   | Gag Concert                     |
| 17º 2019 | Beak Sun-young | The Return of Superman, Stars' Top Recipe at Fun-Staurant | -               | -                               |

#### 2020 – presente
| Ano      | Variedade     | Variedade                                                                   |
| Ano      | Vencedor(es)  | Programa                                                                    |
| -------- | ------------- | --------------------------------------------------------------------------- |
| 18º 2020 | Kim Ji-eun    | Trot National Festival, I Like Songs, Immortal Songs, Korea Again Na Hoon-a |
| 19º 2021 | Noh Jin-young | 2 Days & 1 Night T4                                                         |

### Prêmio de Melhor Trabalho em Equipe
| Ano      | Variedades                          |
| -------- | ----------------------------------- |
| 8º 2009  | Invincible Baseball Team            |
| 9º 2010  | Happy Together T3                   |
| 10º 2011 | Hello Counselor                     |
| 11º 2012 | Happy Sunday: Qualifications of Men |
| 12º 2013 | Cool Kiz on the Block               |
| 13º 2014 | Immortal Songs 2                    |
| 14º 2015 | Cool Kiz on the Block               |
| 15º 2016 | Happy Together T3                   |
| 16º 2018 | Hello Counselor                     |
| 17º 2019 | Happy Together T4                   |
| 18º 2020 | Entertainment Weekly Live           |
| 19º 2021 | Mr. House Husband T2                |

### Prêmio DJ de Rádio
| Ano      | DJ de Rádio do Ano | DJ de Rádio do Ano          | Novo DJ de Rádio do Ano | Novo DJ de Rádio do Ano   |
| Ano      | Vencedor(es)       | Programa                    | Vencedor(es)            | Programa                  |
| -------- | ------------------ | --------------------------- | ----------------------- | ------------------------- |
| 6º 2007  | Cha Tae-hyun       | Mr. Radio                   |                         |                           |
| 6º 2007  | Ahn Jae-wook       | Mr. Radio                   |                         |                           |
| 9º 2010  | You Hee-yeol       | Radio Heaven                |                         |                           |
| 10º 2011 | Tae Jin-ah         | Show Show Show              |                         |                           |
| 10º 2011 | Hwang Jung-min     | FM Parade                   |                         |                           |
| 11º 2012 | Lee Hyun-woo       | Music Album                 |                         |                           |
| 12º 2013 | Jang Yoon-ju       | Rooftop Radio               |                         |                           |
| 13º 2014 | Yoo In-na          | Let's Crank Up the Volume   |                         |                           |
| 14º 2015 | Kim Ryeo-wook      | Kiss the Radio              |                         |                           |
| 15º 2016 | Park Myung-soo     | KBS Cool FM                 |                         |                           |
| 16º 2018 | Park Eun-young     | FM March                    | Yangpa                  | Yangpa's Music Garden     |
| 16º 2018 | Jang Hang-jun      | Mr. Radio                   | Lee Su-hyun             | AKMU Su-hyeon's Volume Up |
| 16º 2018 | Kim Jin-soo        | Mr. Radio                   | Lee Su-hyun             | AKMU Su-hyeon's Volume Up |
| 17º 2019 | Lee Geum-hee       | It's a Good Day to Love     | Jung Eun-ji             | Jung Eun-ji Gayo Plaza    |
| 18º 2020 | Jo Woo-jong        | Jo Woo-jong's FM March      | Kang Han-na             | Kang Han-na's Volume Up   |
| 19º 2021 | Park Myung-soo     | Park Myung-soo's Radio Show | Yoon Jung-soo           | Mr. Radio                 |
| 19º 2021 | Park Myung-soo     | Park Myung-soo's Radio Show | Nam Chang-hee           | Mr. Radio                 |

### Prêmio Especial de Mérito/de Conquista
| Ano      | Mérito Especial                        | Mérito Especial                     | Conquista                         | Conquista                                    |
| Ano      | Recipiente(s)                          | Programa                            | Recipiente(s)                     | Programa                                     |
| -------- | -------------------------------------- | ----------------------------------- | --------------------------------- | -------------------------------------------- |
| 4º 2005  | Park Bong-joo                          | Vitamin                             | Shin Goo                          | The Clinic for Married Couples: Love and War |
| 4º 2005  | Kim Han-jo                             | Vitamin                             | Jung Ae-ri                        | The Clinic for Married Couples: Love and War |
| 4º 2005  | Kim Han-jo                             | Vitamin                             | Kim Young-ok                      | Old Miss Diary                               |
| 5 ª 2006 | Kim Ki-bong                            | –                                   | Heo Cham                          | –                                            |
| 5 ª 2006 | Yoo Jae-suk                            | –                                   | Han Young-shil                    | –                                            |
| 6º 2007  | Equipe Global Talk Show                | Equipe Global Talk Show             | Kim In-yeob                       | –                                            |
| 6º 2007  | Equipe Global Talk Show                | Equipe Global Talk Show             | Son Young-soo                     | –                                            |
| 7º 2008  | Bae Cheol-soo                          | Gag Concert 7080                    | Moon Geum-ju                      | –                                            |
| 8º 2009  | Kwon Oh-joong                          | Vitamin                             | Go Dong-wook                      | –                                            |
| 9º 2010  | Park Kolleen                           | Happy Sunday: Qualifications of Men | Jun Kwang-ryul                    | –                                            |
| 10º 2011 | Kim Tae-won                            | Happy Sunday: Qualifications of Men | Kang Chan-hee (cinegrafista)      | Happy Sunday: 1 Night 2 Days                 |
| 11º 2012 | Kim Young-ho (chefe de edição)         | –                                   | Kim In-hyeob (maestro)            | National Singing Contest                     |
| 12º 2013 | Kang Seung-won                         | You Hee-yeol's Sketchbook           | Jang Byeong-min                   | Open Concert                                 |
| 13º 2014 | Song Tae-ho                            | Concert 7080                        | Park Young-hyun (diretor técnico) | –                                            |
| 14º 2015 | Jo Tae-jun (Cameraman)                 | –                                   | O falecido Produtor Jin Pil Hong  | –                                            |
| 16º 2018 | Kim Young-seon (Diretor de fotografia) | –                                   | Bae Cheol-soo                     | Concert 7080                                 |
| 17º 2019 | Kim Seung-jun                          | –                                   | Shin Hyun-joon                    | Entertainment Weekly                         |
| 19º 2021 | –                                      | –                                   | Choi Soo-jong e Ha Hee-ra         | Mr. House Husband 2                          |

### Prêmio Especial dos Produtores
| Ano      | Vencedor(es)    | Programa                                            |
| -------- | --------------- | --------------------------------------------------- |
| 9º 2010  | Kim Sang-min    | –                                                   |
| 10º 2011 | Lee Chang-myung | Let's Go! Dream Team T2                             |
| 12º 2013 | Lee Hwi-jae     | The Return of Superman                              |
| 15º 2016 | Park Jin-young  | Sister's Slam Dunk                                  |
| 16º 2018 | Shin Hyun-joon  | Entertainment Weekly                                |
| 17º 2019 | Shin Dong-yup   | Immortal Songs: Singing the Legend, Hello Counselor |
| 18º 2020 | Lee Young-ja    | Stars' Top Recipe at Fun-Staurant                   |
| 18º 2020 | Song Eun-i      | Problem Child in House                              |
| 19º 2021 | Kang Hyun-wook  | Dogs Are Incredible                                 |

### Prêmio de Melhor Casal
| Ano      | Vencedor(es)                    | Programa                          |
| -------- | ------------------------------- | --------------------------------- |
| 15º 2016 | Lee Kwang-soo e Jung So-min     | The Sound Of Your Heart           |
| 16º 2018 | Kim Joon-ho e Kim Jong-min      | 2 Days & 1 Night T3               |
| 16º 2018 | Kim Eon-joong e Baek Ok-ja      | Mr. House Husband T2              |
| 17º 2019 | Lee Kyung-kyu e Lee Young-ja    | Stars' Top Recipe at Fun-Staurant |
| 17º 2019 | Shin Ye-eun e Choi Bo-min       | Music Bank                        |
| 18º 2020 | Choi Yang-rak e Peng Hyun-sook  | Mr. House Husband T2              |
| 18º 2020 | Kim Ye-rin e Yoon Joo-man       | Mr. House Husband T2              |
| 18º 2020 | Soobin e Arin                   | Music Bank                        |
| 19º 2021 | Lee Hwi-jae e Lee Hyun-joo      | Entertainment Company Live        |
| 19º 2021 | Park Sung-hoon e Jang Won-young | Music Bank                        |

### Outros prêmios

#### 2005 – 2019
| Ano      | Prêmio                                                     | Vencedor(es)                               |
| -------- | ---------------------------------------------------------- | ------------------------------------------ |
| 4º 2005  | Prêmio de Popularidade do Internauta                       | Ji Hyun-woo, Ye Ji-won (Old Miss Diary)    |
| 4º 2005  | Prêmio de Melhor Programa Musical                          | Yoon Do-hyun's Love Letter                 |
| 6º 2007  | Prêmio de Destaque Especial                                | National Singing Contest: New York episode |
| 11º 2012 | Melhor Cameo                                               | Bae Suzy (Gag Concert)                     |
| 12º 2013 | Prêmio Programa Especial                                   | Golden Oldies Germany Concert              |
| 12º 2013 | Prêmio de Popularidade da TV                               | As Crianças em The Return of Superman      |
| 12º 2013 | Prêmio Atitude Experimental                                | The Human Condition                        |
| 12º 2013 | Premiação de show de intervalo (Prêmio para Novato)        | Kang Ho-dong (Cool Kiz on the Block)       |
| 12º 2013 | Premiação de show de intervalo (Prêmio de Melhor Comedor)  | Yoo Jae-suk (Happy Together T3)            |
| 12º 2013 | Premiação de show de intervalo (Prêmio de Frase de Efeito) | Jo Dal-hwan (Cool Kiz on the Block)        |
| 15º 2016 | Prêmio de Popularidade                                     | As Crianças em The Return of Superman      |
| 15º 2016 | Prêmio de Variedades Hot Issue                             | Lee Kwang-soo                              |
| 15º 2016 | Prêmio de Variedades Hot Issue                             | Jung So-min                                |
| 15º 2016 | Prêmio de Variedades Hot Issue                             | Kim Byung-ok                               |
| 15º 2016 | Prêmio de Variedades Hot Issue                             | Kim Mi-kyung                               |
| 15º 2016 | Prêmio de Variedades Hot Issue                             | Kim Dae-myung                              |
| 16º 2018 | Prêmio de Variedades Hot Issue                             | Hwasa (Mamamoo) e Loco                     |
| 16º 2018 | Prêmio de Variedades Hot Issue                             | Jung Chae-yeon                             |
| 16º 2018 | Prêmio de Variedades Hot Issue                             | Bong Tae-gyu                               |
| 16º 2018 | Prêmio de Variedades Hot Issue                             | Bae Jung-man                               |
| 16º 2018 | Prêmio de Popularidade                                     | As Crianças em The Return of Superman      |
| 17º 2019 | Prêmio Artista Hot Issue                                   | Baekho (Mansuro)                           |
| 17º 2019 | Prêmio Artista Hot Issue                                   | Choi Min-hwan ('Mr. House Husband')        |
| 17º 2019 | Prêmio Artista Hot Issue                                   | Yang Chi-seung (Boss in the Mirror)        |
| 17º 2019 | Prêmio Artista Hot Issue                                   | Jo Myeong-seop (Love Music)                |
| 17º 2019 | Programa de Variedades Hot Issue                           | Stars' Top Recipe at Fun-Staurant          |
| 17º 2019 | Prêmio de Melhor Ícone                                     | As Crianças em The Return of Superman      |
| 17º 2019 | Prêmio de Melhor Desafio                                   | Mansuro                                    |
| 17º 2019 | Prêmio de Melhor Desafio                                   | Problem Child in House                     |

#### 2020 – presente
| Ano      | Prêmio                                  | Vencedor(es)                                                                  |
| -------- | --------------------------------------- | ----------------------------------------------------------------------------- |
| 18º 2020 | Programa de Variedades Hot Issue        | Dogs Are Incredible                                                           |
| 18º 2020 | Prêmio Programa Especial                | Korea Again Na Hoon-a                                                         |
| 18º 2020 | Prêmio de Melhor Ícone                  | As Crianças em The Return of Superman                                         |
| 18º 2020 | Prêmio de Melhor Desafio                | Zombie Detective                                                              |
| 19º 2021 | Prêmio Hot Issue de Personalidade de TV | Lee Yeon-bok (Stars' Top Recipe at Fun-Staurant)                              |
| 19º 2021 | Prêmio Hot Issue de Personalidade de TV | Jung Ho-young (Boss in the Mirror)                                            |
| 19º 2021 | Prêmio de Melhor Ícone                  | As Crianças em The Return of Superman                                         |
| 19º 2021 | Prêmio de Melhor Conteúdo Online        | Tomorrow X Together                                                           |
| 19º 2021 | Prêmio de Popularidade                  | Ryu Soo-young (Stars' Top Recipe at Fun-Staurant)                             |
| 19º 2021 | Prêmio de Popularidade                  | Song Ga-in (Trot Magic Wanderer Troupe)                                       |
| 19º 2021 | Prêmio de Melhor Desafio                | The Winners                                                                   |
| 19º 2021 | Artista do Ano                          | Kim Sook (Boss in the Mirror)                                                 |
| 19º 2021 | Artista do Ano                          | Jun Hyun-moo (Boss in the Mirror)                                             |
| 19º 2021 | Artista do Ano                          | Kim Jong-min (2 Days & 1 Night T4)                                            |
| 19º 2021 | Artista do Ano                          | Moon Se-yoon (2 Days & 1 Night T4)                                            |
| 19º 2021 | Artista do Ano                          | Park Joo-ho e sua família (Na Eun, Gun Hoo, Jin Woo) (The Return of Superman) |

## Anfitriões
| Edição | Ano  | MC                                                      |
| ------ | ---- | ------------------------------------------------------- |
| 1      | 2002 | Shin Dong-yup, Lee Hyori                                |
| 2      | 2003 | Shin Dong-yup, Lee Hyori                                |
| 3      | 2004 | Lee Hwi-jae, Kang Soo-jung                              |
| 4      | 2005 | Lee Hwi-jae, Kang Soo-jung                              |
| 5      | 2006 | Lee Hwi-jae, Baek Seung-joo, Kim Kyung-ran              |
| 6      | 2007 | Shin Dong-yup, Lee Hyori                                |
| 7      | 2008 | Shin Dong-yup, Lee Ji-ae, Kim Sung-eun                  |
| 8      | 2009 | Lee Kyung-kyu, Lee Ji-ae, Yoona                         |
| 9      | 2010 | Shin Dong-yup, Lee Ji-ae, Shin Bong-sun                 |
| 10     | 2011 | Shin Dong-yup, Lee Ji-ae, Yoona                         |
| 11     | 2012 | Shin Dong-yup, Lee Ji-ae, Bae Suzy                      |
| 12     | 2013 | Shin Dong-yup, Seo In-guk, Goo Hara                     |
| 13     | 2014 | Shin Dong-yup, Sung Si-kyung, You Hee-yeol              |
| 14     | 2015 | Shin Dong-yup, Sung Si-kyung, Seolhyun                  |
| 15     | 2016 | Lee Hwi-jae, You Hee-yeol, Lee Hye-ri                   |
| 16     | 2018 | Shin Hyun-joon, Yoon Shi-yoon, Seolhyun                 |
| 17     | 2019 | Jun Hyun-moo, Son Dam-bi e Jang Dong-yoon, Kim Jun-hyun |
| 18     | 2020 | Jun Hyun-moo, Jin Se-yeon, Kim Jun-hyun                 |
| 19     | 2021 | Kim Sung-joo, Moon Se-yoon, Han Sun-hwa                 |
| 20     | 2022 | Seol In-ah, Moon Se-yoon, Kang Chan-hee                 |

## Audiência

### 2002 – 2020
Nas classificações do programa abaixo, a mais alta estará em vermelha vermelha, e a mais baixa estará em azul.
| Edição | Data de transmissão original | TNmS                                          | TNmS                            | Nielsen                                      | Nielsen                                     |
| Edição | Data de transmissão original | Nacional                                      | Seul                            | Nacional                                     | Seul                                        |
| ------ | ---------------------------- | --------------------------------------------- | ------------------------------- | -------------------------------------------- | ------------------------------------------- |
| 1      | 28 de dezembro de 2002       | 18.3% (Parte 1) 21.3% (Parte 2)               | 18.6% (Parte 1) 21.7% (Parte 2) | 19.7% (Parte 1) 22.7% (Parte 2)              | 18.7% (Parte 1) 21.8% (Parte 2)             |
| 2      | 27 de dezembro de 2003       | 16.0% (Parte 1) 20.9% (Parte 2)               | 15.5% (Parte 1) 21.1% (Parte 2) | 20.1% (Parte 1) 25.0% (Parte 2)              | 19.6% (Parte 1) 25.2% (Parte 2)             |
| 3      | 25 de dezembro de 2004       | 15.4% (Parte 1) 15.9% (Parte 2)               | 14.8% (Parte 1) 16.9% (Parte 2) | 12.7% (Parte 1) 13.6% (Parte 2)              | 12.1% (Parte 1) 14.6% (Parte 2)             |
| 4      | 24 de dezembro de 2005       | 15.0% (Parte 1) 18.6% (Parte 2)               | 14.8% (Parte 1) 19.5% (Parte 2) | 13.4% (Parte 1) 15.8% (Parte 2)              | 13.6% (Parte 1) 16.0% (Parte 2)             |
| 5      | 23 de dezembro de 2006       | 18.0% (Parte 1) 18.9% (Parte 2)               | 17.9% (Parte 1) 18.6% (Parte 2) | 16.5% (Parte 1) 18.1% (Parte 2)              | 17.6% (Parte 1) 19.2% (Parte 2)             |
| 6      | 22 de dezembro de 2007       | 16.0% (Parte 1) 20.9% (Parte 2)               | 16.2% (Parte 1) 21.4% (Parte 2) | 14.3% (Parte 1) 17.7% (Parte 2)              | 14.1% (Parte 1) 17.9% (Parte 2)             |
| 7      | 27 de dezembro de 2008       | 20.8% (Parte 1) 28.3% (Parte 2)               | 21.2% (Parte 1) 28.1% (Parte 2) | 18.3% (Parte 1) 27.1% (Parte 2)              | 18.5% (Parte 1) 27.3% (Parte 2)             |
| 8      | 26 de dezembro de 2009       | 17.8% (Parte 1) 27.3% (Parte 2)               | 18.4% (Parte 1) 27.6% (Parte 2) | 16.0% (Parte 1) 24.6% (Parte 2)              | 17.2% (Parte 1) 25.8% (Parte 2)             |
| 9      | 25 de dezembro de 2010       | 14.3% (Parte 1) 22.8% (Parte 2)               | 14.5% (Parte 1) 22.6% (Parte 2) | 13.6% (Parte 1) 22.7% (Parte 2)              | 15.4% (Parte 1) 24.2% (Parte 2)             |
| 10     | 24 de dezembro de 2011       | 12.2% (Parte 1) 18.1% (Parte 2)               | 13.9% (Parte 1) 19.6% (Parte 2) | 13.4% (Parte 1) 20.0% (Parte 2)              | 14.0% (Parte 1) 20.6% (Parte 2)             |
| 11     | 22 de dezembro de 2012       | 12.4% (Parte 1) 16.9% (Parte 2)               | 13.1% (Parte 1) 17.6% (Parte 2) | 12.2% (Parte 1) 16.2% (Parte 2)              | 15.5% (Parte 1) 19.5% (Parte 2)             |
| 12     | 21 de dezembro de 2013       | 12.9% (Parte 1) 13.1% (Parte 2)               | 13.9% (Parte 1) 14.8% (Parte 2) | 13.5% (Parte 1) 15.1% (Parte 2)              | 14.0% (Parte 1) 16.1% (Parte 2)             |
| 13     | 27 de dezembro de 2014       | 13.4% (Parte 1) 13.6% (Parte 2)               | 14.2% (Parte 1) 16.1% (Parte 2) | 14.4% (Parte 1) 15.0% (Parte 2)              | 14.7% (Parte 1) 16.0% (Parte 2)             |
| 14     | 26 de dezembro de 2015       | 8.1% (Parte 1) 10.3% (Parte 2)                | 8.5% (Parte 1) 11.3% (Parte 2)  | 9.7% (Parte 1) 12.1% (Parte 2)               | 10.5% (Parte 1) 12.2% (Parte 2)             |
| 15     | 24 de dezembro de 2016       | 9.9% (Parte 1) 12.2% (Parte 2)                | 10.6% (Parte 1) 14.5% (Parte 2) | 10.1% (Parte 1) 12.8% (Parte 2)              | 9.6% (Parte 1) 13.1% (Parte 2)              |
| 16     | 22 de dezembro de 2018       | 10.9% (Parte 1) 8.3% (Parte 2) 6.6% (Parte 3) | —                               | 7.1% (Parte 1) 8.2% (Parte 2) 7.7% (Parte 3) | 7.2% (Parte 1) 8.5% (Parte 2) 8.1%(Parte 3) |
| 17     | 21 de dezembro de 2019       | —                                             | —                               | 7.6% (Parte 1) 7.7% (Parte 2)                | 6.8% (Parte 1) 7.9% (Parte 2)               |
| 18     | 24 de dezembro de 2020       | —                                             | —                               | 5.5% (Parte 1) 3.5% (Parte 2)                | 5.7% (Parte 1) 4.1% (Parte 2)               |

### 2021 – presente
Nas classificações do programa abaixo, a mais alta estará em vermelha, e a mais baixa estará em azul.
| Edição | Data de transmissão original | TNmS     | TNmS | Nielsen                       | Nielsen                       |
| Edição | Data de transmissão original | Nacional | Seul | Nacional                      | Seul                          |
| ------ | ---------------------------- | -------- | ---- | ----------------------------- | ----------------------------- |
| 19     | 25 de dezembro de 2021       | —        | —    | 7,3% (Parte 1) 5,7% (Parte 2) | 6,4% (Parte 1) 5,4% (Parte 2) |
| 20     | 24 de dezembro de 2022       | —        | —    | 5,2% (Parte 1) 4,8% (Parte 2) | 4,9% (Parte 1) 4,7% (Parte 2) |